# Le Sphinx (maison close)
Pour les articles homonymes, voir Sphinx.
Le Sphinx était une maison close parisienne de luxe ouverte en 1931 et fermée en 1946, située au 31 boulevard Edgar-Quinet, dans le 14e arrondissement de Paris.
Le Sphinx se distinguait par une architecture et des décors d'inspiration néo-égyptienne. Il faisait partie des établissements les plus chers et les plus connus de Paris, avec Le Chabanais et le One-two-two.

## Les origines du Sphinx
L’établissement est un superbe lupanar de luxe, qui ouvrit ses portes boulevard Edgar-Quinet comme American Bar, le 24 avril 1931. Il reprit l’emplacement d’un ancien marbrier funéraire, dont le sous-sol était en communication directe avec les catacombes. Lors de la construction de l’immeuble, une porte permettait un repli discret vers les souterrains en cas de besoin.
L’établissement appartient à quatre associés, dont Charles Martel, lié aux gangsters Paul Carbone et François Spirito à Marseille, qui exploitent de nombreux bordels sur la Côte d’Azur.
Martel confie la gérance du Sphinx à Georges Le Mestre et à sa femme Marthe Marguerite, dite « Martoune », la tenancière. Ceux-ci s’assurent de très bonnes relations avec le préfet de police Jean Chiappe, Albert Sarraut, président du Conseil en 1933, et plusieurs fois ministre, ainsi qu'avec Paul Reynaud, homme politique influent et également plusieurs fois ministre.
Pour sa conception, Martoune s'inspire d'un voyage aux États-Unis où elle a découvert des maisons closes plus « festives ». À contrario des autres établissements de prostitution, Le Sphinx se veut plus ouvert et élégant, avec des filles qui peuvent circuler librement et des clients qui ne sont pas obligés de « monter » mais peuvent simplement profiter des services de restauration et de divertissement. Le Sphinx introduit une rupture dans la tradition des maisons closes à la française. Le lieu est fréquenté par des couples par exemple.
Il a pour devise : « Tout voir, tout entendre et ne rien dire ».

## La Brigade mondaine à l’écoute du Sphinx
La Brigade mondaine surveille évidemment de près le Sphinx, qui est l’un des plus luxueux bordels parisiens dans les années 1930. Des fiches de police, des écoutes et des photographies sont prises pour surveiller la clientèle.
Des instantanés comme une fiche d'hygiène établie lors d'un contrôle sanitaire du 10 novembre 1936 montrent que la maison emploie cinq sous-maîtresses, et 65 pensionnaires en tenue fantaisie. La maison de tolérance étant ouverte de 15 heures à 5 heures du matin, avec trois passes par femme et par jour en semaine, deux le dimanche, pour un tarif unique de 30 francs plus pourboire.

## L'Occupation: 1940-1944
Les autorités d'occupation, soucieuses d'assurer le « ravitaillement » sexuel des militaires et de limiter au maximum les contacts de l'armée allemande avec la population civile féminine, décident de réquisitionner les maisons closes à Paris. Les services sanitaires de la Wehrmacht sont chargés d'organiser la réouverture et le contrôle sanitaire de ces établissements. C'est le capitaine Haucke, commissaire de la Geheime Feldpolizei, qui est chargé de gérer l'activité de la prostitution parisienne. Il affecte d'emblée cinq établissements haut de gamme aux officiers : Les Belles poules, Le Sphinx, Le Chabanais, le One-Two-Two et la maison close sise au 50 rue Saint-Georges.

## Les visiteurs illustres
Parmi les célébrités ayant fréquenté les salons ou les chambres du Sphinx, l'on retrouve :
- les écrivains Joseph Kessel, Georges Simenon, Albert Legrand, Francis Carco, Blaise Cendrars, Alexandre Breffort, Henri Béraud, Georges de La Fouchardière, Jacques Prévert, Jean-Paul Sartre, Colette, Simone de Beauvoir, Ernest Hemingway, Jean Cocteau, Pierre Mac Orlan, Albert Londres, Max Jacob ;
- les peintres Moïse Kisling, Foujita et Pascin avec leurs modèles Kiki de Montparnasse, Youki Desnos, Madeleine Sologne et son amie Marlene Dietrich, Errol Flynn, Gary Cooper ;
- le sculpteur Alberto Giacometti ;
- la chanteuse Fréhel, déjà bien fatiguée, y venait chanter avec sa voix rauque ;
- les chanteurs Édith Piaf, Georges Guétary, Lucienne Boyer ;
- les acteurs Mistinguett, Maurice Chevalier, Pierre Dac, Lucienne Boyer, Marie Bell, Marguerite Moreno, Michel Simon, Pierre Brasseur, Andrex, Yves Montand, Fernandel ;
- les vedettes du cinéma américain Clark Gable, Gary Cooper, John Barrymore, Errol Flynn, Cary Grant, Wallace Beery ;
- le président du Conseil et plusieurs fois ministre et ambassadeur Albert Sarraut était un soutien puissant, Jean Chiappe, Paul Reynaud ainsi qu'une cohorte d'hommes politiques, d'industriels et de hauts fonctionnaires ;
- l'escroc financier Alexandre Stavisky, avec le modèle Arlette Simon de chez Chanel ;
- les gangsters François Spirito et Paul Carbone, associés aux propriétaires avec le baron de Lussat ;
- « Martoune » ajoute dans ses mémoires avoir accueilli Eva Braun avec des amis en 1932, puis le chancelier Adolf Hitler[7], lors de sa visite éclair à Paris, le 23 juin 1940[8].

## La fin du Sphinx
Le bâtiment fut réquisitionné après guerre pour loger des couples d'étudiants convalescents de la Fondation de France.
Le Sphinx, rendez-vous des artistes, hommes politiques et gangsters des années 1930, est détruit par des promoteurs en 1962, emportant ses fresques de Kees Van Dongen et ses décors égyptiens. L'adresse accueille désormais la Banque Populaire Rives de Paris.
Brassaï a immortalisé le lieu en photographies.